# Аруба на Светском првенству у атлетици на отвореном 2022.
Аруба је учествовала на 18. Светском првенству у атлетици на отвореном 2022. одржаном у Јуџину  од 15. до 25. јула. Репрезентацију Арубе представљао је један такмичар који се такмичио у трци на 5.000 метара,
На овом првенству такмичар Арубе није освојио ниједну медаљу али је остварио лични рекорд.

## Учесници
Мушкарци:
- Џетро Сен Флер — 5.000 м

## Резултати

### Мушкарци
| Атлетичар      | Дисциплина | Лични рекорд | Квалификације | Квалификације | Финале               | Финале       | Детаљи |
| Атлетичар      | Дисциплина | Лични рекорд | Резултат      | Место         | Резултат             | Место        | Детаљи |
| -------------- | ---------- | ------------ | ------------- | ------------- | -------------------- | ------------ | ------ |
| Џетро Сен Флер | 5.000 м    |              | 16:04,46 ЛР   | 20. у гр. 2   | Није се квалификовао | 41 / 41 (42) |        |